# Avena
Avena és un gènere de plantes de la família de les poàcies, ordre de les poals, subclasse de les commelínides, classe de les liliòpsides, divisió dels magnoliofitins.
L'avena és un gènere de plantes que es distribueix per Euràsia i Africa. Conegudes col·lectivament com a civada, inclouen algunes espècies que s'han conreat durant milers d'anys com a font d'aliment per als humans i el bestiar. El seu cultiu està molt estès per Europa, Àsia i el nord-oest d'Àfrica. Diverses espècies s'han naturalitzat a moltes parts del món i es consideren males herbes invasores on competeixen amb la producció de cultius. Tota la civada té llavors comestibles, encara que són petites i difícils de collir en la majoria de les espècies.
El seu consum per part de poblacions amb individus amb celiaquia està en entredit per un possible efecte tòxic.

## Taxonomia
- Avena abyssinica
- Avena barbata
- Avena brevis
- Avena fatua
- Avena maroccana
- Avena nuda
- Avena occidentalis
- Avena pubescens
- Avena pratensis
- Avena sativa (Civada)
- Avena sterilis (Cugula)
- Avena strigosa